# Nomia fedorensis
Nomia fedorensis är en biart som beskrevs av Cockerell 1910. Nomia fedorensis ingår i släktet Nomia och familjen vägbin. Inga underarter finns listade i Catalogue of Life.